# Aurelio Sousa y Matute
Aurelio Sousa y Matute, (Cajamarca, 31 de agosto de 1860 - Niza, 26 de febrero de 1925) fue un abogado y político peruano. Prominente miembro del Partido Demócrata, fue presidente del Consejo de Ministros (1913 y 1914), Ministro de Gobierno (1913), Ministro de Justicia e Instrucción (1914) y Ministro de Hacienda y Comercio (1914). Fue también Presidente de la Cámara de Diputados (1899) y senador.

## Biografía
Fue hijo de Miguel Sousa de Saráchaga y Dolores Matute Egúsquiza. Cursó sus estudios escolares en el Colegio Nacional San Ramón, de su ciudad natal. En 1879 pasó a Lima donde cursó estudios superiores en la Universidad de San Marcos. Se graduó de bachiller en Jurisprudencia en 1883 y se recibió de abogado en 1887. 
En 1886 fue elegido diputado suplente por Cajamarca, y en 1889, al producirse la renovación del Congreso, pasó a ser titular. Fue reelegido a lo largo de la década de 1890 y presidió su cámara en 1899.
Luego fue acreditado como ministro plenipotenciario en Ecuador, donde no rebatió oportunamente la tesis del statu quo planteado por el canciller ecuatoriano, Abelardo Moncayo en 1901 a través de una nota, cuyo propósito era cohonestar los avances ecuatorianos en territorio peruano. Aunque el gobierno peruano interpuso luego una protesta frente a esos avances, a partir de entonces el Ecuador usó dicho statu quo como argumento favorable para sus reclamaciones fronterizas, oponiéndolo a la tesis del uti possidetis colonial que defendía el Perú. 
De vuelta a su patria, fue sucesivamente diputado por Bongará (1901-1912); alcalde de Barranco (1912); y senador por Cajamarca (1913).
Durante el gobierno de Guillermo Billinghurst fue Ministro de Gobierno y Presidente del Consejo de Ministros, de 17 de junio a 27 de julio de 1913. Tras este breve periodo renunció, ante la amenaza de censura parlamentaria por el atentado a la casa del Presidente del Senado Rafael Villanueva Cortez y la amenaza de ataque al recinto parlamentario. Se asegura, además. que en su despacho se hizo el primer proyecto de decreto para la disolución del Congreso, deseo que acariciaba el presidente Billinghurst.
Tras el derrocamiento de Billinghurst y la ascensión al poder del  general Oscar R. Benavides, fue nuevamente nombrado Presidente del Consejo de Ministros, esta vez al frente del portafolio de Justicia e Instrucción, el 22 de agosto de 1914. El 22 de octubre del mismo año pasó a ser titular del Ministerio de Hacienda, después de haberla ejercido interinamente durante poco más de un mes, en reemplazo del ministro Francisco Tudela y Varela. Ante el agravamiento de la situación económica, renunció a sus funciones ministeriales, siendo la misma aceptada el 9 de noviembre de 1914.
En 1915, fue nuevamente elegido senador por Cajamarca, pero al producirse el golpe de Estado de Augusto B. Leguía en 1919, abandonó el Perú y marchó a Europa, donde vivió sus últimos días.